# Elke Nederlander wordt geacht de wet te kennen
Elke Nederlander wordt geacht de wet te kennen was een Nederlands televisieprogramma van RTL 4 dat van 8 september tot en met 27 oktober 1993 en van 4 oktober 1994 tot en met 8 november 1994 wekelijks werd uitgezonden, in totaal 14 afleveringen. Het programma werd gepresenteerd door Frits Bom. Hij was al de Vakantieman bij RTL 4 en ook panellid in het komische programma van André van Duin. Hij kreeg hiermee bij deze zender een derde en geheel andersoortig programma.
In het programma werden een aantal waargebeurde situaties civiel recht geschetst waarbij een uitspraak van de rechtbank of kantonrechter had plaatsgevonden. Negentien "gewone" Nederlanders zaten op een tribune,  of het publiek kon inbellen, en moesten tot dezelfde uitspraak zien te komen als de rechter had gedaan. Een panel van juristen op rechtsgebied, bijvoorbeeld een advocaat of rechter, zaten aan tafel en moesten hierbij ook tot dezelfde uitspraak komen. De deskundigen hadden hierbij de beschikking over een groot aantal wetboeken op de tafel. Ook was er voor het toezicht een griffier aanwezig. Nadat beide groepen hun uitspraak hadden gedaan vertelde Frits Bom dan de echte uitspraak en kon worden vergeleken of iedere Nederlander de wet kent en het publiek, kijkers of de deskundigen de juiste uitspraak hadden gedaan. De winnaar kreeg als prijs een overnachting in een verwenhotel aangeboden terwijl de verliezer 24 uur in een politiecel moest plaats nemen. Aan het eind van de uitzending konden de kijkers rechtstreeks inbellen en vragen stellen aan de deskundigen. 
Er kwamen ook wel verzonnen situaties aan de orde waarbij het ook dan de bedoeling was de in dat geval juiste uitspraak voor het vergrijp te geven al was die er natuurlijk nooit geweest.  
Doel van het programma was het grote publiek kennis te laten maken met de rechtspraak.
1. ↑  in de uitzending van 15 september 1993 bijvoorbeeld Frank Visser